# SC Audace Torino
Der  SC Audace Torino  war ein italienischer Sportverein aus der Stadt Turin in der Region Piemont.
Die deutsche Übersetzung des Zusatzes 'Audace' im Vereinsnamen ist 'kühn', 'beherzt' oder auch 'verwegen'.

## Fußballabteilung
Die Farben der Mannschaft waren Weiß und Schwarz. Zu Beginn waren die Trikots schwarz-weiß-gestreift, später waren sie dann weiß mit der schwarzen Aufschrift AUDACE. In der Saison 1902 nahm Audace Torino erstmals an der offiziellen FIGC-Meisterschaft teil. Dabei scheiterte man aber bereits in der ersten Runde. Ein Jahr später scheiterte man ebenfalls bereits in der ersten Runde. Diesmal verlor man das Entscheidungsspiel gegen Juventus Turin mit 2:1. 1904 nahm der Verein nicht mehr an der Meisterschaft teil und stellte kurz darauf den Spielbetrieb ganz ein.

## Sportliche Chronologie
FIGC-Meisterschaft
- 1902: 3. Platz mit zwei Punkten in der ersten Ausscheidungsrunde Piemont
- 1903: Niederlage im Ausscheidungsspiel gegen Juventus Turin